# Rémi Dalisson
 (mars 2021).
Si vous disposez d'ouvrages ou d'articles de référence ou si vous connaissez des sites web de qualité traitant du thème abordé ici, merci de compléter l'article en donnant les références utiles à sa vérifiabilité et en les liant à la section « Notes et références ».
Rémi Dalisson, né le 22 janvier 1959 à Paris, est un historien français spécialisé en histoire culturelle, notamment dans la symbolique festive, les politiques mémorielles et les rapports entre histoire et mémoire.

## Biographie
Fils de Michel Dalisson et Catherine Schnapper, il est formé à l'université Paris-I Panthéon-Sorbonne. Il est professeur d'histoire-géographie dans le secondaire de 1983 à 1999. Il soutient sa thèse de doctorat d'histoire en 1997 sous la direction de Maurice Agulhon et Alain Corbin (mention très honorable et félicitations du jury à l’unanimité). Il enseigne, depuis 2000, l'histoire à  l'École supérieure du professorat et de l'éducation (ESPE) et à l'université de Rouen.
Il obtient en 2006 son habilitation à diriger des recherches sous la direction de Pascal Ory. Il est spécialiste des sociabilités et politiques symboliques des XIXe et XXe siècles, et a pour objet d'étude principal les fêtes, notamment républicaines, ainsi que leur rôle historique et les diverses utilisations de celles-ci par le politique.
En 2008, il dispense des cours d'histoire socio-culturelle à l'Institut d'études politiques de Lille.
Aujourd'hui[Quand ?], il enseigne à l'ESPE, à l'université de Rouen et au lycée Camille Saint-Saëns en CUPGE IEP (cycle universitaire préparatoire aux grandes écoles).

## Objets d'études
L’essentiel du travail de Rémi Dalisson porte donc sur l’histoire culturelle des sociabilités (à travers la fête) et celles des politiques symboliques en France, c'est-à-dire sur une histoire des représentations, y compris des sensibilités dans leur sens premier du terme.
Il aborde également « l’infra-politique enfouie » telle que la définit Jean-François Sirinelli : les sensibilités et cultures politiques de tous les acteurs du champ social résumées par la fête et ses déclinaisons. Il met aussi en exergue les ruptures et les continuités de l'histoire culturelle et sociale en France aux XIXe et XXe siècles.
Il existe donc deux dominantes dans ses travaux, l’une politique et l’autre culturelle, ces deux domaines se recoupant et se complétant le plus souvent, notamment au travers des réactions populaires (les incidents aux fêtes par exemple).
Rémi Dalisson se penche enfin sur la didactique, l’épistémologie et les modes d'enseignement de l’histoire.

## Activités d'enseignement et de recherche

### Activités d'enseignement
- Responsable et créateur de la préparation au CAPES d’histoire-géographie de l’IUFM de Rouen
- Responsable de la préparation au concours de PLP, lettres-histoire à l’IUFM de Rouen
- Coresponsable de la préparation aux épreuves du concours de CPE à l’IUFM de Rouen

### Activités de recherche
- Directeur de la revue Trames, revue d'histoire et de lettres de l’IUFM de Rouen
- Membre fondateur de la « Société européenne d'histoire culturelle » en 2008
- Membre du Laboratoire de Recherche en Histoire (GRHIS) de l’Université de Rouen et responsable « Histoire de l'École »
- Membre de la « Société pour l’histoire des médias » de l'université Paris-I Panthéon-Sorbonne
- Ancien membre du CRID 14-18

## Publications

### Ouvrages
- De la Saint-Louis au cent-cinquantenaire de la Révolution, Fêtes et cérémonies publiques en Seine-et-Marne, 1815-1939, Lille, Presses du Septentrion, 1999, 927 p.
- Les Trois couleurs, Marianne et l'Empereur. Fêtes libérales et politiques symboliques en France de 1815 à 1870, Paris, La Boutique de l'Histoire, 2004, 320 p.
(préface de Maurice Agulhon)[1]
- Les fêtes du maréchal : propagande festive et imaginaire dans la France de Vichy  (préf. Pascal Ory), Paris, CNRS Éditions, coll. « Biblis » (no 104), 2015, 473 p. (ISBN 978-2-271-08242-8, présentation en ligne).
- Célébrer la Nation : Les fêtes nationales en France de 1789 à nos jours, Paris, Nouveau Monde Éditions, 2009, 400 p.
- Hippolyte Carnot, La liberté, l'école et la République, Paris, CNRS Éditions, 2011, 400 p.
- Les guerres et la mémoire. L'enjeu identitaire des fêtes de guerre en France depuis 1870, Paris, CNRS, 2013
- 11 novembre, du souvenir à la mémoire, Paris, Armand Colin, 2013, 290 p.
- Paul Bert, inventeur de l'école laïque, Paris, A.Colin, 2015, 350 p.
- Histoire de la mémoire de la Grande Guerre, Paris, Soteca-Belin, 2015, 200 p.
- Guerre d'Algérie, l'impossible commémoration, Paris, Armand Colin, 2018, 312 p.
- Vichy, une histoire si française, Toulouse, UPPR, 2018, 50 p.
- Les soldats de 40, une génération sacrifiée ?, Paris, CNRS, 2020, 270 p.
- Au plus près du peuple. Les voyages politiques de Napoléon III, Vendémiaire, 2022.
- Maréchal vous voilà. Les voyages de Pétain ou la France rêvée de Vichy, Champs-Vallon, 2025.

### Participation à des ouvrages collectifs
- CAPES Externe d’Histoire-Géographie : méthodologie, sujets, corrigés détaillés, sous la direction de Corinne Legras et Gérard Granier, Paris, Vuibert, 2008.
- Dictionnaire Culturel du Sport, sous la direction de Michaël Attali et Jean Saint-Martin, Paris, Armand Colin, 2009, 584 p.
- Dictionnaire d'Histoire culturelle de la France contemporaine, sous la direction de Jean-Yves Mollier, Christian Delporte, Jean-François Sirinelli, Paris, PUF, 2010, 928 p.
- Atlas de la France dans la Seconde Guerre mondiale, « L’adhésion au Maréchalisme », CNRS de Caen, Paris, Fayard, 2010, 336 p.
- Citoyenneté, démocratie et république, 1789-1899, prépa. Concours avec Y.Bosc, Marc Belissa et M.Delplace, Paris, Ellipse, 2014, 376 p.
- Les mots et les actes pour vivre ensemble, dir. T.Baudet, Paris, Cherche-midi, 2016.
- Traumatismes et mémoires culturelles, dir. I von Treskow, Univ Regensburg, 2017

### Articles spécialisés
- Articles sur le « l'histoire du 11 novembre » et « Tristesse et deuil. Commémoration et culte des morts en France après 14-18 » (avec E. Julien) pour 14-18 on line, encyclopédie internationale sur la Première Guerre mondiale, Freie Universität Berlin, 2014

## Récompense
- Prix François-Millepierres 2009 de l'Académie française pour Les fêtes du Maréchal, Propagande festive et imaginaire national dans la France de Vichy